# غرتنا
غرتنا (بالإنجليزية: Gretna)‏ هي مدينة أمريكية تقع في ولاية فلوريدا. تبلغ مساحة هذه المدينة 4.9 (كم²)،ويبلغ عدد سكانها 1709 نسمة حسب إحصاء سنة 2010 م 1709.تشير إحصاءات سنة 2000م بأن الكثافة السكانية في هذه المدينة تقدر بـ(348.8) نسمة/كم2 